# Shubh Mangal Zyada Saavdhan
Shubh Mangal Zyada Saavdhan (tradução literal: Mais Cuidado Com O Casamento) é um filme de comédia romântica indiano em Híndi de 2020, escrito e dirigido por Hitesh Kewalya e produzido por Aanand L. Rai, Himanshu Sharma, Bhushan Kumar, Krishan Kumar, e o grupo T-Series. É um spin-off do filme Shubh Mangal Saavdhan de 2017, e o primeiro filme de temática LGBT de grande circulação teatral da Índia

## Sinopse
Aman Tripathi é o filho gay de uma família conservadora e homofóbica que está apaixonado por seu namorado, o rebelde Kartik Singh. Durante o casamento de sua prima Rajni "Goggle" Tripathi, o relacionamento entre os dois é revelado, e o patriarca da família, Shankar Tripathi, decide tentar "purificar" seu filho e mantê-lo longe do parceiro, mas ele não contava com a perseverança de Kartik.

## Elenco
- Ayushmann Khurrana como Kartik Singh
- Jitendra Kumar como Aman Tripathi
- Neena Gupta com Sunaina Tripathi
- Gajraj Rao como Shankar Tripathi
- Manu Rishi como Chaman Tripathi
- Sunita Rajwar como Champa Tripathi
- Maanvi Gagroo como Rajni "Goggle" Tripathi
- Pankhuri Awasthy como Kusum Nigam
- Neeraj Singh como Keshav Tripathi
- Bhumi Pednekar em uma participação especial como Devika
- Hardik Gabbi como Pintu
- Mahesh Seth como o Pai de Devika
- Brij Kumar Pandey como Pandit
- Sayed Javed como Policial